# Polycesta crypta
Polycesta crypta är en skalbaggsart som beskrevs av Barr 1949. Polycesta crypta ingår i släktet Polycesta och familjen praktbaggar. Inga underarter finns listade i Catalogue of Life.